# Munster (fromage)
Pour les articles homonymes, voir Munster.
Le munster ou munster-géromé (ou encore Minschterkäs en francique lorrain ou Minschterkaas en alsacien) est un fromage à pâte molle fabriqué à partir de lait de vache  dans l'Est de la France. Son appellation est protégée en France depuis 1969 par une appellation d'origine contrôlée (AOC) et dans l'ensemble des pays de l'Union européenne depuis 1996 par une appellation d'origine protégée (AOP).

## Histoire
L'origine de ce fromage est liée à l'installation à l'abbaye de Luxeuil de moines venus d'Irlande sous la direction de saint Colomban. De là, ils rayonnent dans le Massif des Vosges. Des moines bénédictins venus d'Italie, attirés par le renom de cette abbaye, remontent la vallée de la Fecht pour christianiser cette région de l'Austrasie en fondant en 660 un monastère dédié à saint Grégoire (entre Gérardmer et Colmar), et y apportent leur savoir-faire dans la fabrication de fromages. Le monastère (monasterium en latin) donne son nom à l'endroit où il est établi, qui, par déformation phonétique lors du passage du latin à l'allemand, devint « munester », puis « munster », nom de la ville de Munster, où se situe le monastère.
En alsacien, munster se dit justement Minschterkaas, c'est-à-dire, fromage de Munster. Le savoir-faire du munster se diffusa dans tout le massif vosgien via les abbayes locales, y compris dans le versant lorrain du massif où il est produit sous le nom de « géromé » par altération dans le dialecte local du nom de Gérardmer, ville située du côté lorrain des Vosges dont le nom fut donné à ce fromage car c'était dans cette ville qu'il était vendu pendant des foires. C'est ainsi que le même fromage existe depuis le Moyen Âge sous deux dénominations différentes selon qu'il est produit dans le massif des Vosges du côté alsacien (munster) ou du côté lorrain (géromé, reconnu par l'INAO sous le nom de munster-géromé). Aujourd'hui, le terme Munster-Géromé est utilisé de part et d'autre du massif, sans garantir l'origine vosgienne ou alsacienne.
Jusqu'à la fin du 18e siècle, les producteurs côté lorrain avaient l'habitude de régler une partie de leurs impôts aux ducs de Lorraine avec ce fromage.

## Description

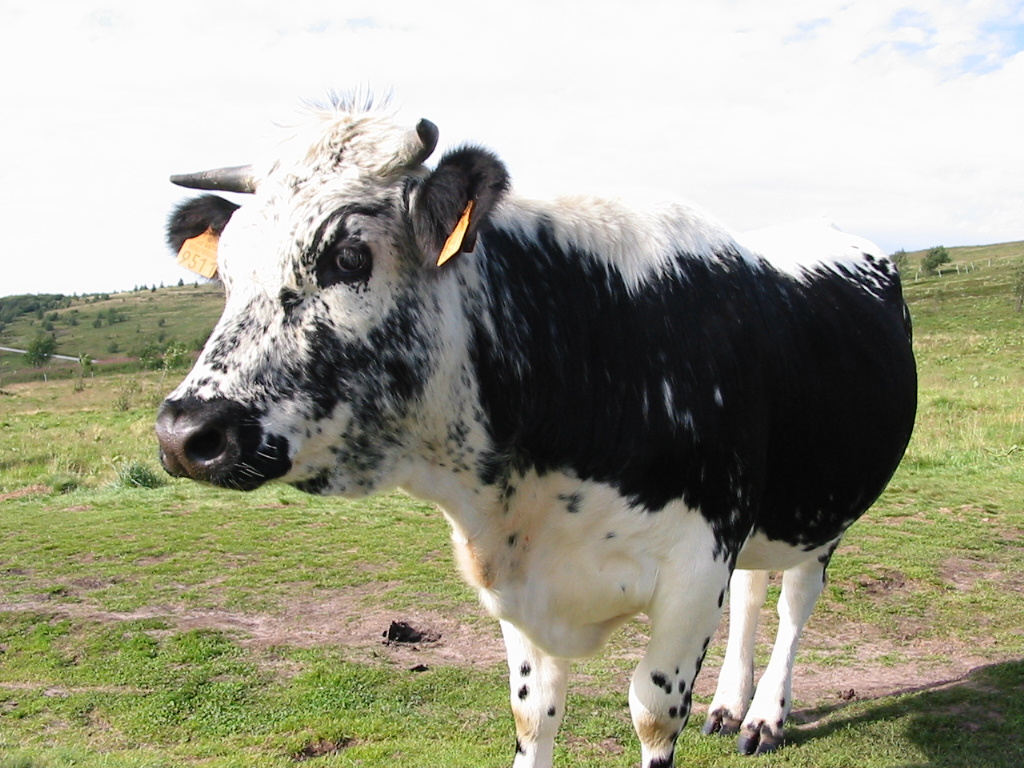
Vache de race vosgienne.

C'est un fromage à base de lait de vache, cru ou pasteurisé, à pâte molle et à croûte lavée, de forme cylindrique, de 13 à 19 cm de diamètre, de 2,4 à 8 cm d'épaisseur. il peut peser de 450 g à 1,5 kg et dégage une odeur prononcée. L'appellation « Petit-Munster » ou « Petit-Munster-Géromé » est réservée à un munster ou munster-géromé de format réduit de 7 à 12 cm de diamètre, haut de 2 à 6 cm, d'un poids minimum de 120 g. La croûte est lavée par frottage manuel avec des Brevibacterium linens, également appelés ferments du rouge.

## Production

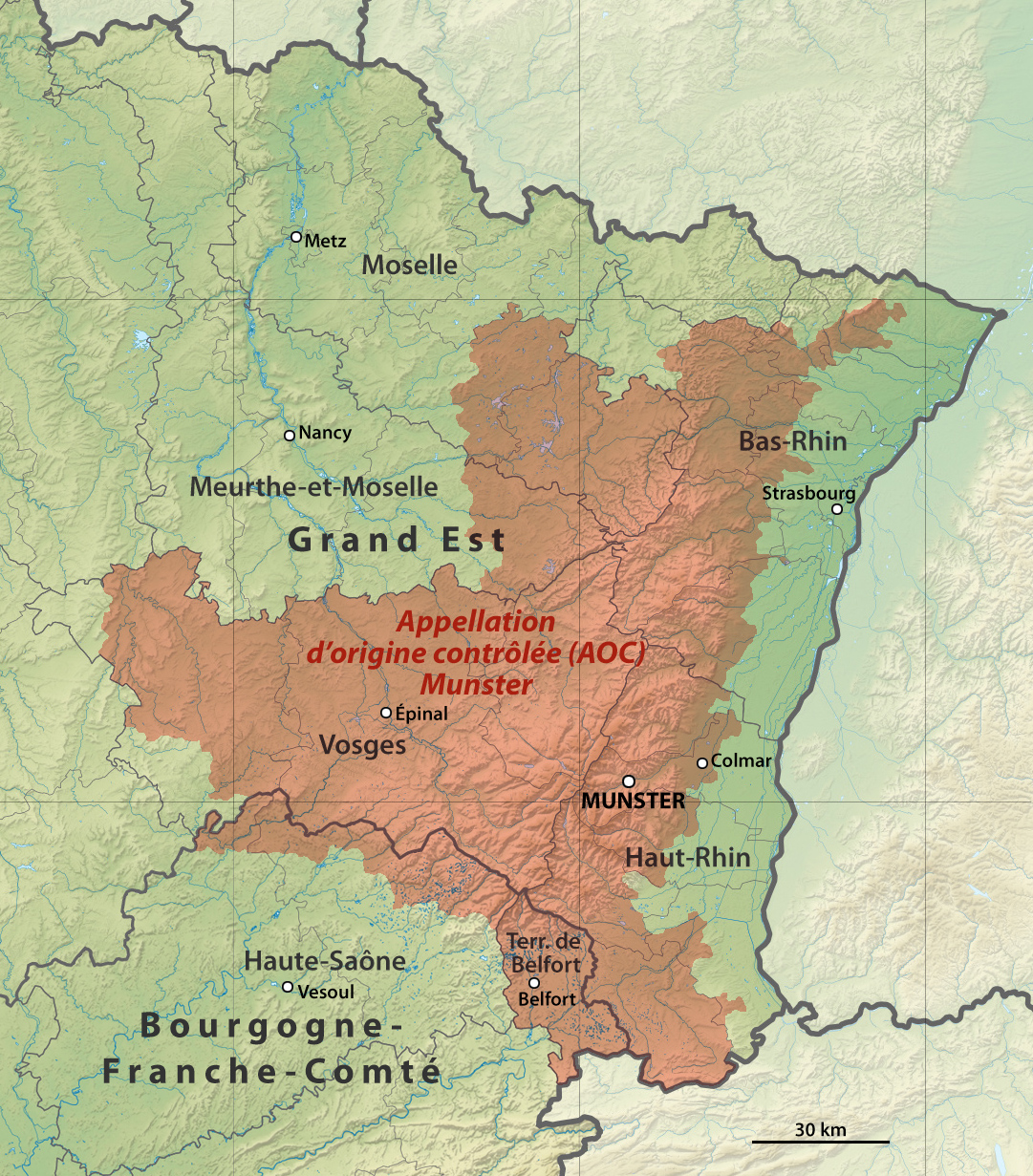
Aire de production laitière éligible à l'AOC du Munster.

L'aire de production laitière, fromagère et d'affinage couvre sept départements administratifs dont les versants alsaciens, lorrains et franc-comtois du massif des Vosges :
- Bas-Rhin (à l'exception des cantons situés dans la plaine d'Alsace et en Alsace bossue),
- Haut-Rhin (comme pour le Bas-Rhin, certains cantons sont exclus de l'aire de production, ceux qui sont situés dans la plaine d'Alsace),
- Vosges (l'ensemble du département, à l'exception de quelques communes situées à l'extrême ouest),
- Meurthe-et-Moselle (quelques cantons situés au sud et à l'est de ce département),
- Moselle (quelques cantons situés au sud et à l'est de ce département),
- Haute-Saône (seulement quelques communes situées à l'extrême nord du département, près de la limite administrative avec les départements des Vosges et du Haut-Rhin),
- Territoire de Belfort (à l'exception de quelques cantons).

La production s'élevait à 8 120 tonnes en 2007 (-11,3% depuis 1997) dont 14% au lait cru (9% en fermier). La majeure partie de la production est aujourd'hui réalisée en Lorraine. En 2017, 94% du munster est fabriqué dans de grandes laiteries, contre 6% dans les fermes du massif vosgien (fromage fermier).
Participent à la production de munster 1 280 producteurs de lait, 80 producteurs fermiers, 8 affineurs exclusifs et 6 transformateurs industriels (données INAO 2014).

## Élaboration

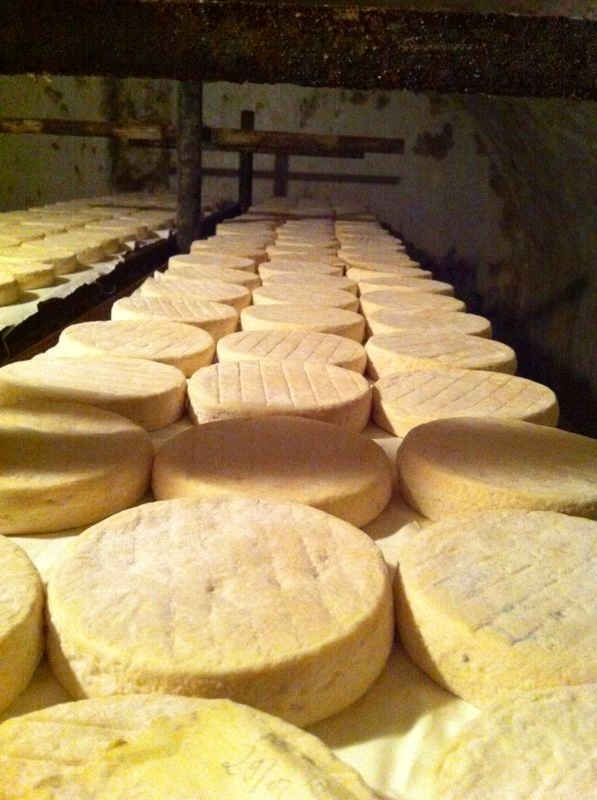
Munster en phase d'affinage.

L'affinage se fait selon le cahier des charges en 21 jours minimum pour le munster ou munster-géromé et en 14 jours minimum pour le petit munster ou petit munster-géromé. Au cours de l'affinage, chaque fromage est frotté à la main et retourné tous les deux jours. Il est également conservé dans des caves humides à 11 °C en permanence.
Le lait transformé en munster doit exclusivement être du lait de vache frais emprésuré (donc entier), mis en moule après division du caillé non lavé et non malaxé. La pâte est ensuite égouttée, salée, et sa croûte lissée, ensemencée par frottage à la main qui va donner une teinte jaune pâle à orangé grâce à l'action des ferments liés aux Brevibacterium linens. Comme tous les fromages à pâte molle à croûte lavée, le munster a une odeur forte et persistante.

## Consommation

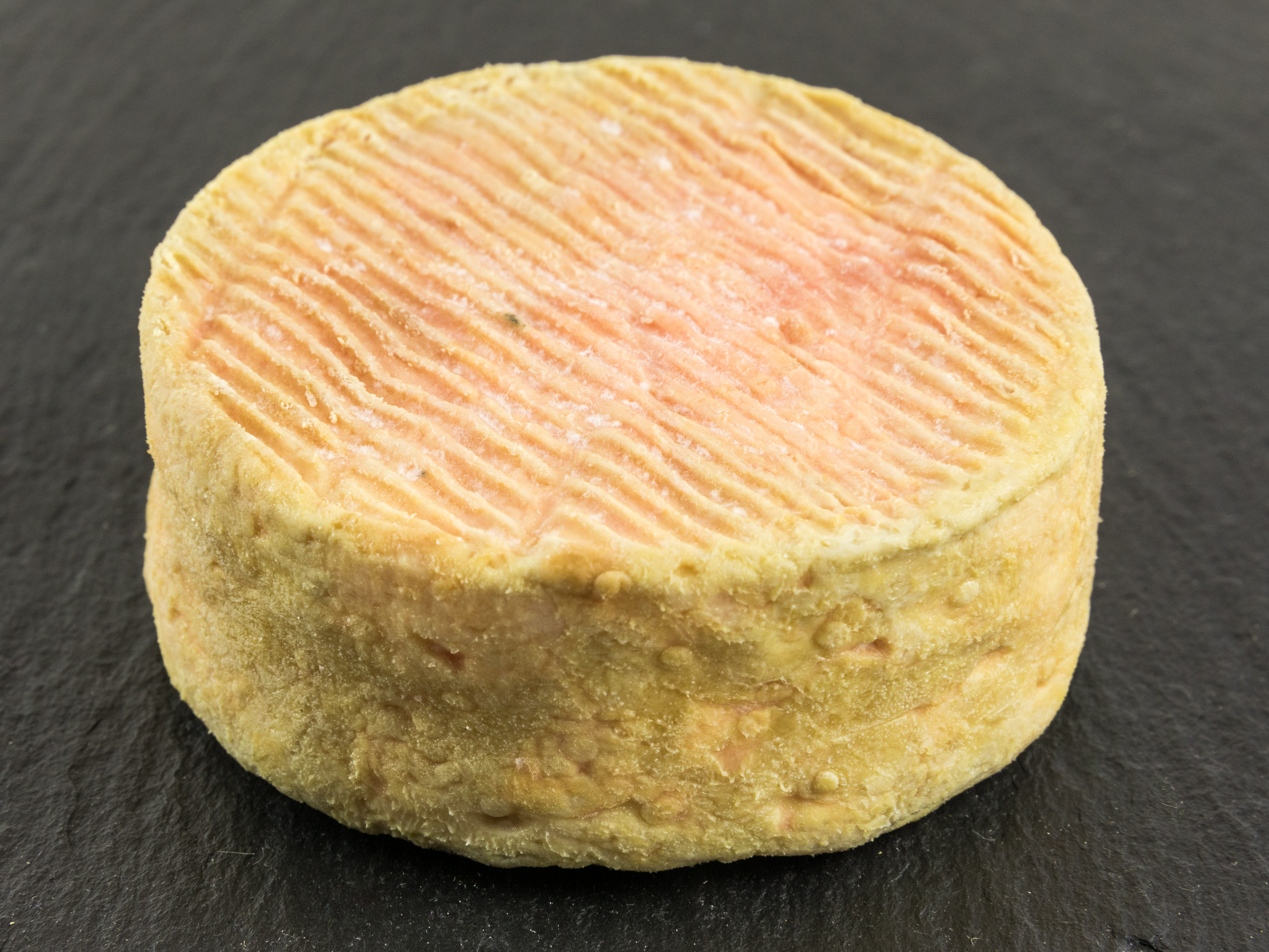
Petit munster.

Après un affinage de 21 jours minimum, la période de consommation idéale du munster s'étale de mai à octobre, mais on en mange d'avril à décembre.
Son odeur est forte, mais avec un goût doux. Sa consommation peut être associée au carvi (cumin des prés). S’agissant des vins, Il s'accorde avec le riesling et surtout avec le gewurztraminer (notamment avec les vendanges tardives ou grains nobles).
Le munster peut être utilisé pour la consommation à la « raclette », ou comme ingrédient dans des tartes, des quiches ou des flammekueches. Il est désormais cuisiné en tartiflette ; la recette prend alors le nom de « munstiflette ».